# Cimanes del Tejar
Cimanes del Tejar est une commune d'Espagne dans la province de León, communauté autonome de Castille-et-León. Elle s'étend sur 73,94 km2 et comptait environ 763 habitants en 2015.